# Las altas presiones
Las altas presiones és una pel·lícula espanyola rodada a Galícia dirigida per Ángel Santos que fou estrenada el 2014. Va comptar amb Jaione Camborda com a directora artística.

## Argument
Miguel viatja a Pontevedra, la seva ciutat natal, amb la tasca de gravar les ubicacions d'una pel·lícula. El seu viatge el torna al lloc on va créixer, a la reunió amb vells amics, però també a la possibilitat d’una nova relació: Alicia, una infermera. Miguel intentarà dur a terme la seva feina, encara que gairebé sempre prefereix enregistrar els paisans que coneix, els moviments i les cares dels seus amics i els trens que passen per allà o el mar.

## Repartiment
- Andrés Gertrúdix 	... Miguel
- Itsaso Arana 	... Alicia
- Juan Blanco 	... Juan
- Bea Campos 	... Lola
- Xabier Deive 	... Claudio
- Fernando Epelde 	... Isaac
- Borja Fernández ... Manu
- Diana Gómez 	... 	Paula
- Iván Marcos 	... 	Xavi
- Marta Pazos 	... 	Mónica

## Premis i nominacions
- 2014: Festival de Cinema Europeu de Sevilla: Premi Jurat Campus "Las nueva Olas" millor film.[3]
- 2014: Festival Internacional de Cinema de Busan: Secció: Flash Forward.[4]

14a edició dels Premis Mestre Mateo
| Categoria           | Persona             | Resultat |
| ------------------- | ------------------- | -------- |
| Millor longametraxe | Millor longametraxe | Nominat  |
| Millor direcció     | Ángel Santos        | Nominat  |
| Millor fotografia   | Alberte Branco      | Nominat  |